# Мінеральні утворення
Мінеральні утворення — хімічні сполуки або їх суміш у будь-якому агрегатному стані, що виникли в земній корі в результаті фізико-хімічних процесів.
Приклади:
- Кремінь — мінеральне утворення, що складається з кристалічного і аморфного кремнезему (опалу, халцедону або кварцу).
- Варіолі — плагіоклазо-авгітові сферолітові мінеральні утворення, що зустрічаються у базальтах на поверхні вивітрювання.
- Бобовини — природні мінеральні утворення (конкреції) еліпсоїдної або сферичної форми.

До мінеральних утворень належать, зокрема, практично всі руди.